# Bayerische Regiobahn

Oude logo van BRB

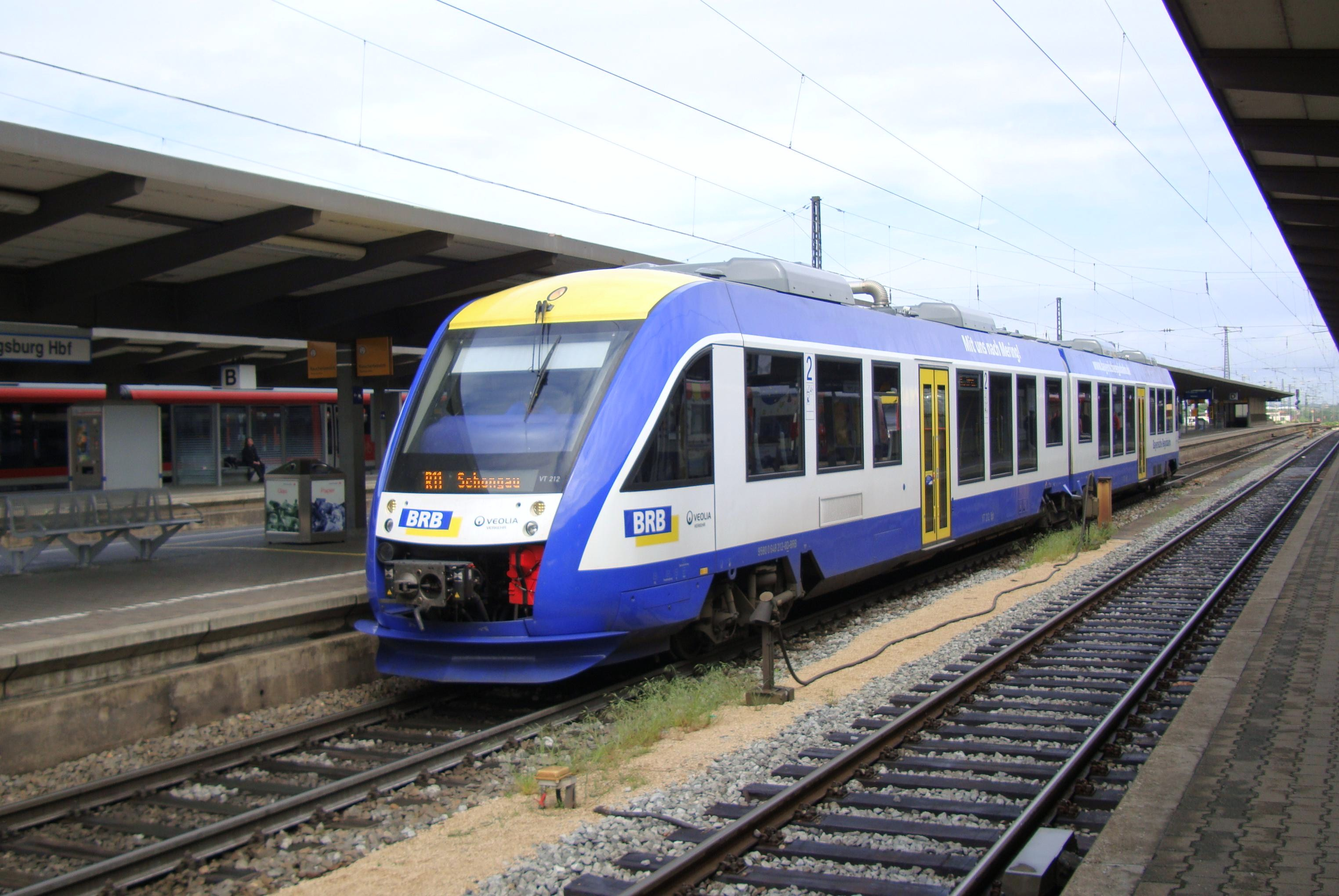
VT 212 "Mering" in Augsburg Hbf (2009)

De Bayerische Regiobahn GmbH (BRB) is een spoorwegonderneming uit het Zuid-Duitse Holzkirchen, met een onderhoudscentrum in Augsburg. BRB is een dochteronderneming van Transdev GmbH, de Duitse dochteronderneming van de Franse Transdev-groep.
De onderneming is gevestigd op dezelfde locatie in Holzkirchen als de zustermaatschappij Bayerische Oberlandbahn. Sinds december 2008 rijdt de BRB op de Ammersee- en de Pfaffenwinkelbahn en sinds december 2009 op de Paartal- en Altmühlbahn.
De Bayerische Regiobahn scoort goed op de kwaliteitscontrole van het OV-bureau Beieren (Bayerische Eisenbahngesellschaft). BRB staat op plaats 7 van de 28 spoorwegmaatschappijen die actief zijn in Beieren (stand: 31 oktober 2016).

## Bediende spoorlijnen
Op 11 mei 2006 maakte het OV-bureau Beieren bekend wie de aanbesteding had gewonnen van de concessie rond Augsburg. Het elektrische netwerk en de lijnen van Augsburg naar Landsberg en Bad Wörishofen (Dieselnet I) bleef in handen van DB Regio. Het andere deel van de concessie, Dieselnet II, werd gewonnen door toen nog Veolia (later Transdev), die hiervoor de Bayerische Regiobahn oprichtte. De BRB exploiteert de volgende lijnen vanaf december 2008:
- Ammerseebahn: Augsburg - Mering - Geltendorf - Dießen - Weilheim;
- Paffenwinkelbahn: Weilheim - Peißenberg - Schongau.

In december 2009 werden de volgende verbindingen toegevoegd:
- Paartalbahn: Augsburg - Aichach - Schrobenhausen - Ingolstadt;
- Altmühltalbahn: Ingolstadt - Eichstätt Bahnhof - Eichstätt Stadt

Door het aanbod van de Bayerische Regiobahn ontstaat er samen met de treinen van DB Regio Allgäu-Schwaben tussen Augsburg en Mering in de spits een kwartierfrequentie.
Op de Ammerseebahn voerde de BRB een nieuwe dienstregeling in: onder andere vervielen de wachttijden in Mering, de rijtijd werd verkort, de gaten in de dienstregeling opgelost en de treinen stoppen nu ook op de haltes St. Alban en St. Ottilien. Hierdoor ontstond er een vaste uurfrequentie (in de spits elk halfuur) tussen Augsburg en Weilheim.
Het trajectdeel van de Ammerseebahn tussen Mering en Geltendorf is een omleidingsroute tussen Augsburg en München. Tussen Geltendorf en Weilheim rijdt de BRB deels direct langs de Ammersee en doorkruist vervolgens het Ammermoos in de richting van Weilheim waar men een goed uitzicht heeft op de Beierse Alpen.

## Geschiedenis
Op 7 oktober 2006 werd in Augsburg Hauptbahnhof officieel het concessiecontract ondertekend. Op dezelfde dag maakte de BRB bekend dat voor de exploitatie van de vier lijnen nieuwe tweedelige dieseltreinstellen van het type LINT 41 bij Alstom had besteld. Op het station waren vergelijkbare treinstellen van Veolia Verkehr Sachsen-Anhalt (tegenwoordig Transdev Sachsen-Anhalt) tentoongesteld.
Op 6 oktober 2007 werd er weer een perspresentatie gehouden, ditmaal in station Peißenberg in Landkreis Weilheim-Schongau. De ongeveer 500 gasten werden vermaakt met onder andere muziek en het was mogelijk om een rit te maken met een pendeltrein tussen Peißenberg en Weilheim.
Op 28 januari 2008 werd in kader van een lezingenreeks door de reizigersvereniging Pro Bahn in het Augsburger Zeughaus het concept van BRB verder toegelicht. De ongeveer 50 bezoekers konden daarbij vragen stellen en suggesties geven. 
Op 11 oktober 2008 stelde de BRB haar nieuwe treinen in Augsburg, Aichach en Schrobenhausen aan het publiek voor. Hier werden twee LINT 41-treinstellen ingezet en kon er kosteloos een rit mee gemaakt worden. Een klein stationsfeest in Aichach met 500 bezoekers sloot het evenement af.
De 26 treinstellen werden vanaf 9 november 2008 als testbedrijf ingezet rondom München. Sinds 10 november 2008 vond er dagelijks twee testritten tussen Augsburg en Schongau plaats. De als VT 210 en VT 237 genummerde treinen zijn met een opgevoerde motor, nieuwste softwareversies, kaartenautomaten en een kinderspeelhoek uitgerust.
Op 16 mei 2009 vierde de Bayerische Regiobahn in Augsburg Hauptbahnhof een groot feest onder het motto "111 Jahre Ammersee-Bahn - 111 Tage Bayerische Regiobahn". Er kwamen ongeveer 8.000 bezoekers op af.
Op 23 mei 2009 vond de eerste treindoop plaats. Het treinstel V217 kreeg de wapens van Eresing en Sankt Ottilien toegereikt. Gelijktijdig werd de reclametekst op de dakrand aangepast.
Sinds mei 2012 onderhoud BRB haar treinen in het nieuwe, moderne onderhoudscentrum op het emplacement in de Firnhaberstraße in Augsburg, naast het historische Bahnpark. Samen met de Augsburger Localbahn GmbH had BRB hier het Kenniscentrum voor onderhoud van spoorwegvoertuigen (KSI GmbH & Co. KG) opgericht. Bij KSI wordt ook spoorwegvoertuigen van andere ondernemingen onderhouden en diverse werkzaamheden zoals onderhoud, reiniging, vervanging van materialen en reparaties uitgevoerd. Voordat KSI klaar was had BRB haar treinen tijdelijk in de monumentale hal van het Bahnpark Augsburg onderhouden. Daarvoor werd voor de Bayerische Regiobahn in afstemming met het Bahnpark Augsburg en DB Netz omvangrijke werkzaamheden uitgevoerd. Onder andere werd het dak van de zogenaamde Noordelijke Assemblage compleet vernieuwd. Daarnaast renoveerde de BRB ook een deel van het emplacement, de elektrische installaties, de verwarming van de gebouwen en de onderzoeksputten.
Op 9 november 2015 maakte het OV-bureau Beieren bekend dat de concessie Dieselnet Augsburg I vanaf december 2018 aan de BRB gegeven wordt. Het Dieselnet Augsburg I omvat de toekomstige lijnen München - Füssen evenals Augsburg - Füssen en Augsburg - Landsberg.

## Materieel

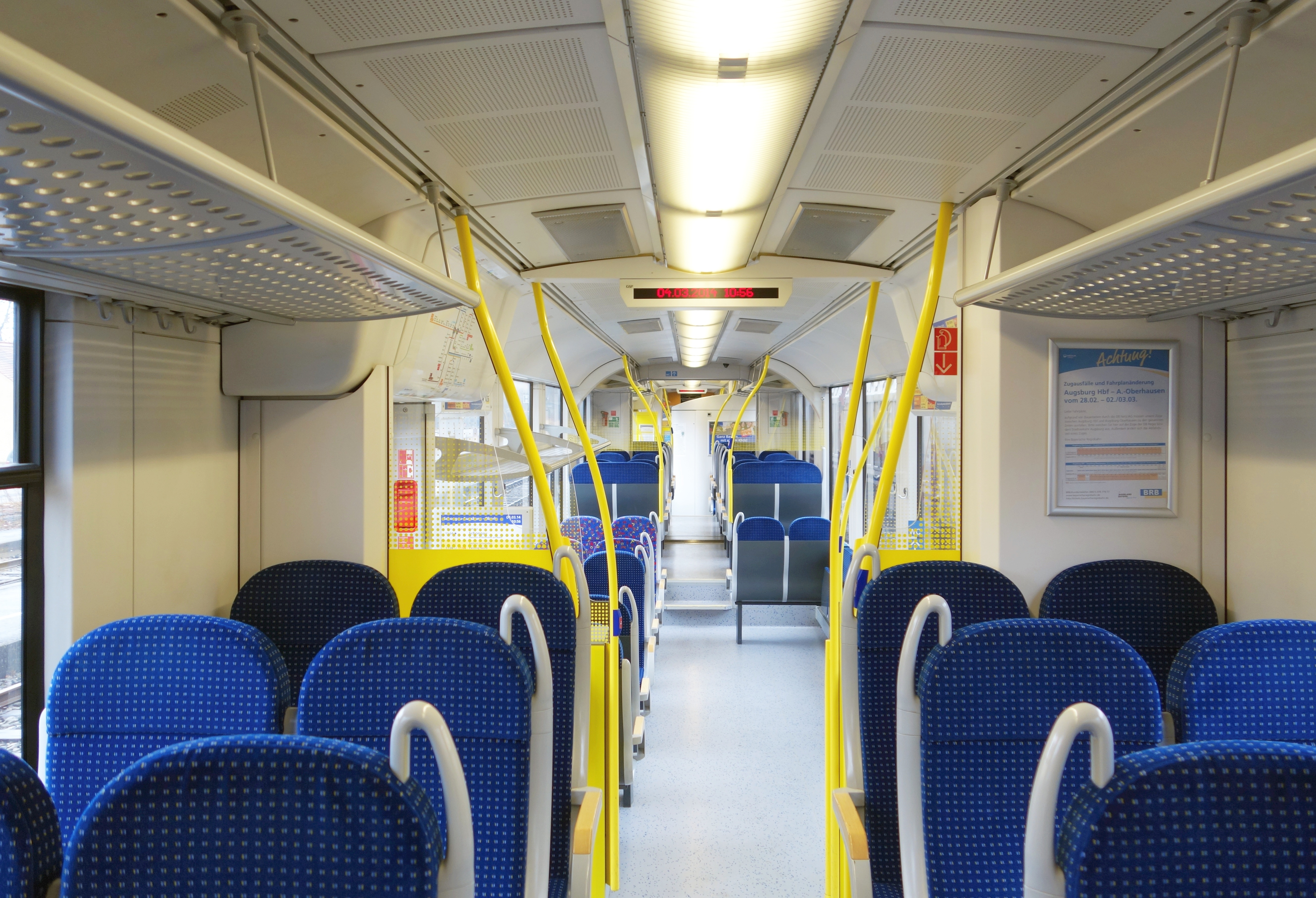
Interieur van treinstel VT 230 (2014)

De BRB exploiteert haar netwerk met in totaal 28 LINT 41-treinstellen van de bouwer Alstom. De treinstellen zijn uitgerust met armleuningen, hoofdsteunen, gestoffeerde stoelen, toegankelijk gemaakt, klimaatsysteem, kinderspeelhoek, multifunctioneel gedeelte (voor rolstoelen, fietsers, etc.), afvalscheidingssysteem, elektronische reisinformatie en een kaartenautomaat evenals sinds de herfst van 2011 cameratoezicht.
| Benaming        | Waarde                           |
| --------------- | -------------------------------- |
| Zitplaatsen     | 140                              |
| Maximumsnelheid | 120 km/h                         |
| Hoogte          | 4,34 m                           |
| Breedte         | 2,75 m                           |
| Lengte          | 41 m                             |
| Vermogen        | 2 x 390 kW                       |
| Aandrijving     | Dieselmechanisch 6 versnellingen |
| Gewicht         | 76,5 t                           |

Trein VT 210 staat bekend als Augsburger Poppenkasttrein (Augsburger Puppekiste-Zug) die als een rollende ambassadeur fungeert. De trein is bestickerd met figuren uit de Augsburger poppenkast.
Met uitzondering van de treinstellen VT 235, VT 236 en VT 237 dragen alle treinstellen een naam van een gemeente in welke de BRB een station bedient. De namen van de treinstellen staan in de dakrand met de tekst "Mit uns nach …!", waarbij op de puntjes de plaatsnaam staat.
| Treinstel | Naam                                        | Bijzonderheden                                                                                        |
| --------- | ------------------------------------------- | --- |
| VT 210    | Augsburg                                    | Thematrein: Augsburger Puppenkiste; voorzien van het wapen van Augsburg                               |
| VT 211    | Kissing                                     | Als modeltrein beschikbaar                                                                            |
| VT 212    | Mering                                      | Voorzien van het wapen van Mering                                                                     |
| VT 213    | Merching                                    | Voorzien van het wapen van Merching                                                                   |
| VT 214    | Schmiechen                                  | Na een aanrijding met een boom tijdelijk buiten dienst geweest; voorzien van het wapen van Schmiechen |
| VT 215    | Egling                                      | |
| VT 216    | Geltendorf                                  | Voorzien van het wapen van Geltendorf                                                                 |
| VT 217    | Eresing                                     | Voorzien van de wapens van Eresing en St. Ottilien                                                    |
| VT 218    | Schondorf                                   | |
| VT 219    | Utting                                      | |
| VT 220    | Dießen                                      | |
| VT 221    | Raisting                                    | Door een ongeval bij een overweg op 21 maart 2009 beschadigd                                          |
| VT 222    | Weilheim                                    | |
| VT 223    | Peißenberg                                  | |
| VT 224    | Hohenpeißenberg                             | Voorzien van het wapen van Hohenpeißenberg                                                            |
| VT 225    | Peiting                                     | |
| VT 226    | Schongau                                    | Voorzien van het wapen van Schongau                                                                   |
| VT 227    | Friedberg                                   | Voorzien van het wapen van Friedberg                                                                  |
| VT 228    | Dasing                                      | |
| VT 229    | Obergriesbach                               | |
| VT 230    | Aichach                                     | |
| VT 231    | Kühbach en Radersdorf                       | |
| VT 232    | Schrobenhausen                              | Voorzien van het wapen van Schrobenhausen                                                             |
| VT 233    | Ingolstadt                                  | |
| VT 234    | Eichstätt                                   | Voorzien van het wapen van Eichstätt                                                                  |
| VT 235    | Alles drin: Augsburg, Ammersee, Altmühltal! | Speciale bestickering                                                                                 |
| VT 236    | Wittelsbacher Land                          | |
| VT 237    |                                             | |

VT 236 en VT 237 werden in juli 2010 geleverd en gingen in september 2010 in bedrijf. De treinstellen verhogen de capaciteit op de Ammerseebahn en de Paartalbahn.